# Concepción (departement van Corrientes)
Concepción (Corrientes) is een departement in de Argentijnse provincie Corrientes. Het departement (Spaans:  departamento) heeft een oppervlakte van 5.008 km² en telt 18.411 inwoners.

## Plaatsen in departement Concepción
- Colonia Santa Rosa
- Concepción
- Tabay
- Tatacuá